# Castillo de Davalillo
El castillo de Davalillo es un recinto militar medieval que se ubica en el término municipal de San Asensio en la comunidad autónoma de La Rioja en España. Es un castillo de estilo románico, se encuentra sobre un cerro que domina el valle del río Ebro a 5 km del núcleo urbano de San Asensio. A sus pies se encuentra la ermita de Nuestra Señora de Davalillo, que debió ser la iglesia del desaparecido poblado de Davalillo.
Desde el castillo se divisa la zona de la Sonsierra y buena parte de la Rioja Alta, siendo un lugar estratégico junto al castillo de Briones para proteger La Rioja de los ataques navarros que se podían producir con facilidad a través del puente fortificado de San Vicente de la Sonsierra.

## Historia

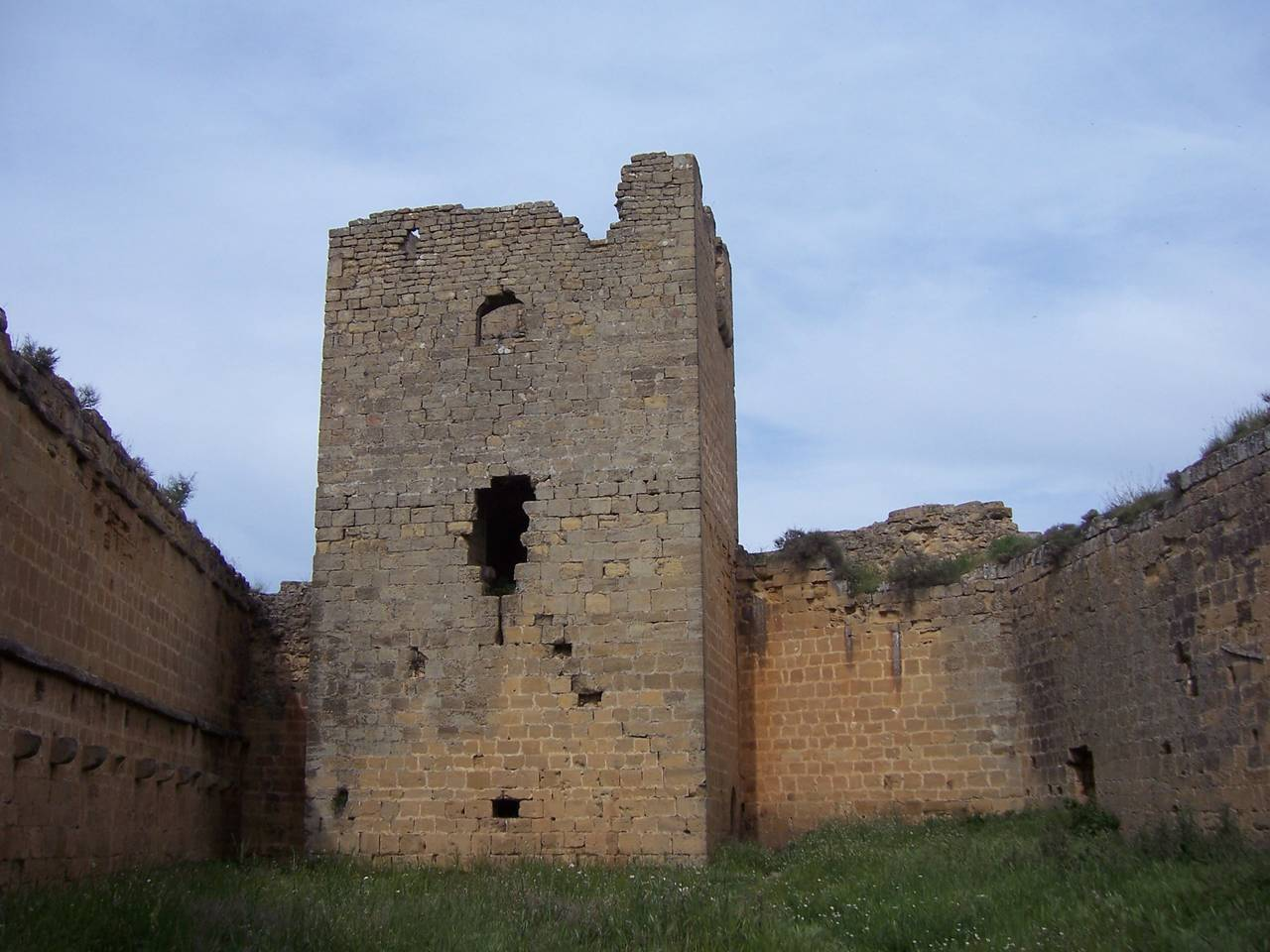
Torre del Homenaje visto desde el interior de la cerca.

Es probable que fuese construido durante el reinado de Alfonso VIII entre finales del siglo XII y comienzos del siglo XIII, para proteger Castilla de los ataques navarros que se producían a través del puente de San Vicente, al reivindicar esta última La Bureba, La Rioja y parte de las tierras de Soria, que habían pertenecido a su corona, pero que se encontraban en poder de los castellanos desde que fueron conquistadas por Alfonso VII. Lo seguro es que no fue construido antes de 1177, ya que no figura en la lista de castillos fronterizos de la zona, elaborada por Sancho VI.
En 1367 aparece citado por primera vez, cuando Enrique de Trastámara pactaba con Carlos II de Navarra en Santa Cruz de Campezo que no debía dejar pasar por su territorio a Pedro I el Cruel ni al Príncipe Negro. A cambio Enrique entregaba al rey navarro varios castillos, entre ellos éste, el de La Guardia, el de San Vicente y el de Buradón.
En 1389 pertenecía a los Manrique. En el testamento de Pedro Manrique de Lara de 1440, dejaba a su hijo Diego Martín Manrique (primer conde de Treviño) la tenencia de los castillos de Davalillo y Bilibio y a la muerte de éste en 1458, pasarían a su segundo hijo también llamado Diego.
La tenencia del castillo estuvo vinculada (aunque era propiedad real) a los Manrique, duques de Nájera, hasta al menos 1656, cuando murió Francisco María Monserrat, octavo duque de Nájera, pero desde 1465 los poblados de Davalillo y San Asensio fueron comprados por María Enríquez, de la familia Velasco, encontrándose estos enfrentados con los Manrique, lo que provocó disputas que como consecuencia llevaron al movimiento de población de Davalillo a San Asensio hasta la completa despoblación del primero.

### Época contemporánea
En diciembre de 2018 una sociedad de los herederos del Marqués de Riscal vendieron la fortaleza a la Compañía Vinícola del Norte de España (Bodegas CVNE) que inició los trabajos de rehabilitación en julio de 2019.

## Estructura

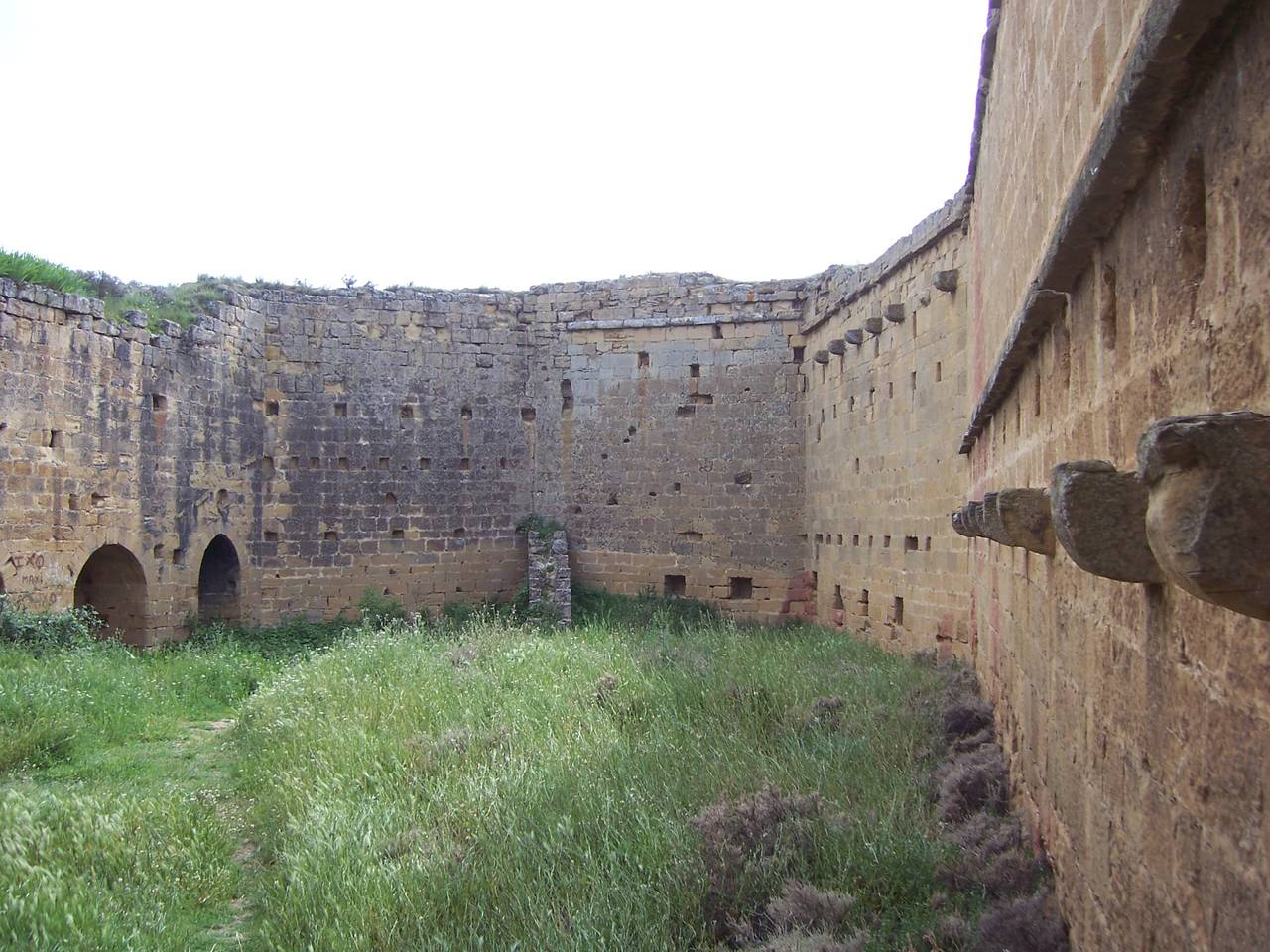
Parte interior de la muralla del castillo. Hay varias hileras de mechinales, ménsulas y rozas.

Toda la fortaleza está construida en buena fábrica de sillería en piedra arenisca con relleno de morrillo. Tiene planta poligonal de siete lados.
La muralla aunque ha perdido sus almenas se encuentra en buen estado. Cuenta con torrecillas redondas de flanqueo en los ángulos y en los centros de los lienzos, siendo todas macizas a excepción de la que se encuentra a la izquierda frente a la entrada, que contaba con una aspillera. En la parte interior de la muralla hay varias hileras de mechinales, ménsulas y rozas que hacen suponer la existencia de construcciones complementarias para habitación de la guarnición, cuadras y almacenes. Así mismo se estima la brocal del pozo de la aljibe.

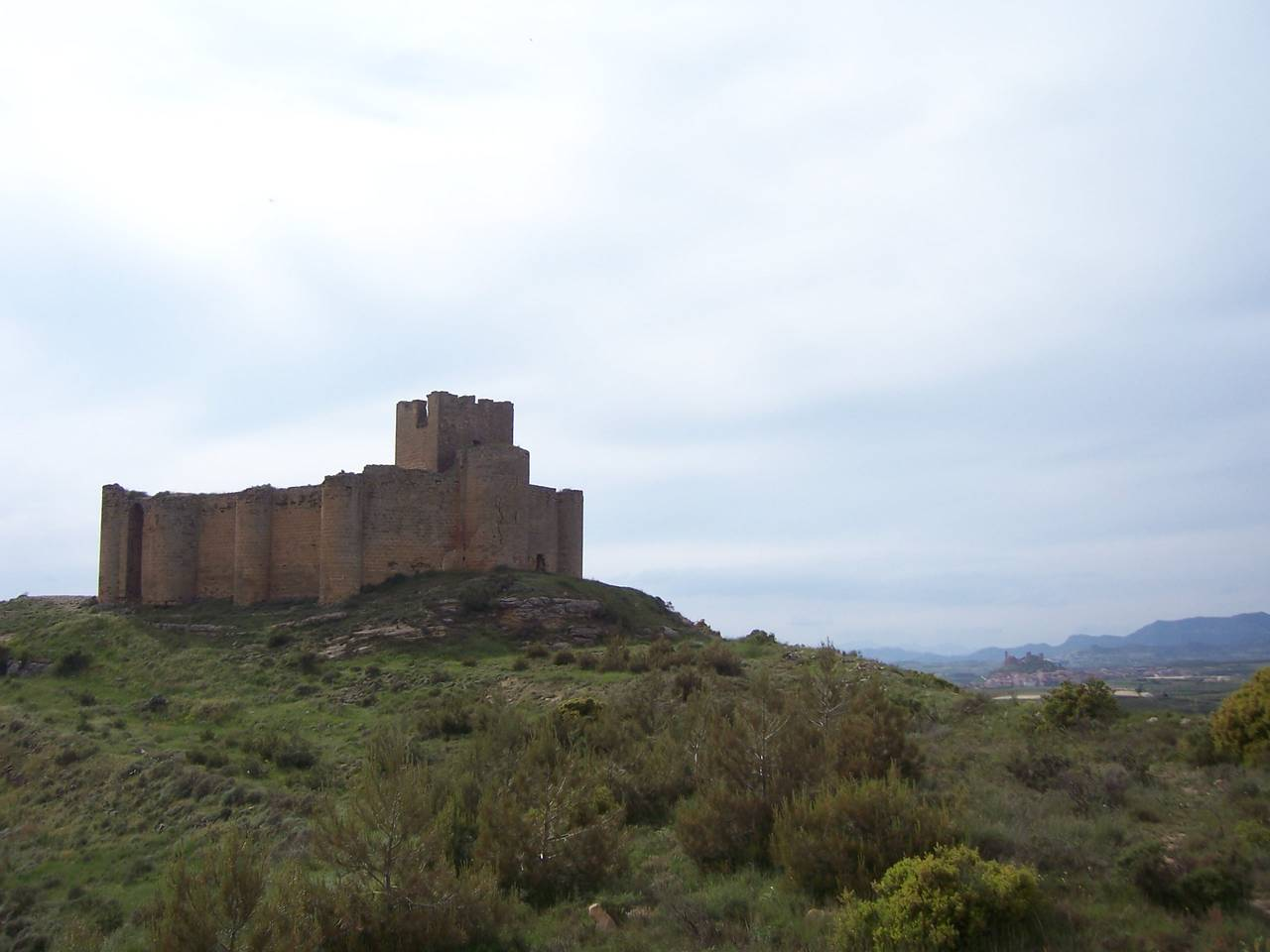
Al fondo el castillo de San Vicente de la Sonsierra.

La torre del homenaje está adosada a la cerca en el extremo oriental, tiene planta cuadrada y contaba con cuatro pisos, cubiertos con bóveda de cañón apuntado. La planta baja se estima que servía de capilla y consta de un tramo rectangular con bóveda de cañón, su entrada se encuentra en el lado derecho de la torre. Estaba iluminada por tres aspilleras situadas dos en el muro occidental y otra en el centro del ábside. El acceso al resto de pisos se realizaba por la segunda planta, donde hay una pequeña puerta en arco de medio punto en la cara norte.
La puerta principal de entrada se encuentra protegida por dos cubos huecos con elementos de defensa y precedida por un zaguán de 2 metros, cubierto con bóveda de cañón apuntado. La puerta primitiva era en arco apuntado, bajo el que se colocó posteriormente un dintel.
En el exterior hay restos de un muro que podría ser la cerca del poblado de Davalillo que se extendía ladera abajo.